# Promecispa
Promecispa là một chi bọ cánh cứng trong họ Chrysomelidae.
Chi này được miêu tả khoa học năm 1909 bởi Weise.

## Các loài
Chi này gồm các loài:
- Promecispa voeltzkowi Wesie, 1909